# Julia Jones
Julia Heloísa Sneaker(Boston, 23 de janeiro de 1981),mais conhecida como Julia Jones,é uma atriz nativa estadunidense que interpretou a personagem de Leah Clearwater na saga Crepúsculo.
Julia Jones nasceu em Boston,Massachusetts,com o nome de batismo Julia Heloísa Sneaker.Ela é de Choctaw,Chickasaw também é de descendência afro-americana.

## Filmografia
| Ano  | Filme             | Papel             | Observação        |
| ---- | ----------------- | ----------------- | ----------------- |
| 2003 | The Look          | Gigi              |                   |
| 2004 | Black Cloud       | Sammi             |                   |
| 2007 | The Reckoning     | Gina              |                   |
| 2008 | Hell Ride         | Cherokee Kisum    |                   |
| 2008 | Three Priests     | Abby              |                   |
| 2008 | California Indian | April Cordova     |                   |
| 2008 | ER                | Dra. Kaya Montoya | 4 episódios       |
| 2010 | Eclipse           | Leah Clearwater   |                   |
| 2011 | Amanhecer         | Leah Clearwater   |                   |
| 2012 | Amanhecer         | Leah Clearwater   |                   |
| 2015 | The Ridiculous 6  | Raposa Quente     |                   |
| 2017 | Wind River        | Wilma Labert      |                   |
| 2018 | Westworld         | Kohana            | 2 Temporada ep. 8 |
| 2019 | Cold Pursuit      | Aya               |                   |
| 2019 | The Mandalorian   | Omera             | 1 Temporada ep. 4 |
| 2021 | Dexter: New Blood | Angela Bishop     | 1 Temporada       |